# フロム・ジ・アース/人類、月に立つ
『フロム・ジ・アース/人類、月に立つ』（フロム・ジ・アース じんるい つきにたつ、From the Earth to the Moon）は、アメリカのHBOが1998年に製作したテレビドラマ。映画『アポロ13』へ出演した俳優トム・ハンクスが製作総指揮と番組内でのナビゲーターを担当した。またロン・ハワードも共同プロデューサーとして参加している。原題の"From the Earth to the Moon"はジュール・ヴェルヌの小説『月世界旅行』"De la Terre à la Lune (1865)"の英語版のタイトルに由来する。

## 概要
NASAの一大プロジェクトであるアポロ計画を、その前段階のマーキュリー計画、ジェミニ計画からアポロ17号まで事実に基づいて順に追って描いたドキュメンタリー劇である。全編を通して映画アポロ13で用いられた最先端CGをふんだんに用いて、アポロ計画を史実に忠実に再現している。
撮影はNASAの全面協力を得ており、ロケット発射台などでは一部本物を使用している。また訓練用シミュレーターは当時使用した実物を使用し、月着陸船は中止されたアポロ18号用のオリジナルを再現して使用している。
人類で初めて月面に着陸したアポロ11号や映画にもなったアポロ13号の事故と言った比較的スポットライトが当たりやすい事実の他にも、宇宙船開発の裏側や宇宙飛行士同士の友情、宇宙からの映像を実況したアナウンサーの苦労まで取り上げているのが特徴である。
HD修復／リマスターを経たブルーレイBOXが、アポロ11号打ち上げから50年となる2019年7月16日に米国・カナダで発売され、日本ではリマスター版のソフト化は未定だが、スター・チャンネル１で2021年1月10日から字幕版（音声は5.1chサラウンド）が放送開始。

## キャスト
| 役名                         | 俳優                       | 日本語吹替   | 日本語吹替 |
| 役名                         | 俳優                       | NHK版        | ソフト版   |
| ---------------------------- | -------------------------- | ------------ | ---------- |
| ナビゲーター                 | トム・ハンクス             | てらそま昌紀 | 大塚芳忠   |
| ディーク・スレイトン         | ニック・サーシー           | 土師孝也     | 石塚運昇   |
| エメット・シーボーン         | レイン・スミス             | 田中信夫     |            |
| フランク・ボーマン           | デヴィッド・アンドリュース | 谷口節       |            |
| ジーン・サーナン             | ダニエル・ヒュー・ケリー   | 高瀬哲朗     |            |
| クリス・クラフト             | スティーヴン・ルート       | 津嘉山正種   |            |
| ジェリー・グリフィン         | デヴィッド・クライド・カー | 江角英明     |            |
| ジム・ラヴェル               | ティム・デイリー           | 大塚芳忠     |            |
| トーマス・スタッフォード     | スティーヴ・オフェンダール | 諸角憲一     |            |
| ジェームズ・マクディヴィット | コナー・オファレル         | 境賢一       |            |
| デイヴ・スコット             | ブレット・カレン           | 手塚秀彰     |            |
| マイケル・コリンズ           | ケイリー・エルウィス       | 成田剣       |            |
| ロジャー・チャフィー         | ベン・マーレイ             | 得丸伸二     |            |
| ディック・ゴードン           | トム・ヴェリカ             | 二又一成     |            |
| スーザン・ボーマン           | リタ・ウィルソン           | 宗形智子     |            |
| ガス・グリソム               | マーク・ロルストン         | 森一         |            |
| エド・ホワイト               | クリス・アイザック         | 宮本充       |            |
| ジャック・シュミット         | トム・アマンデス           | 松本保典     |            |
| パット・ホワイト             | ジョー・アンダーソン       | 駒塚由衣     |            |
| ビル・アンダース             | ロバート・ジョン・バーク   | 石塚運昇     |            |
| レオン・シルバー             | デヴィッド・クレノン       | 荻島真一     |            |
| ジーン・クランツ             | ダン・バトラー             | 御友公喜     |            |
| バズ・オルドリン             | ブライアン・クランストン   | 佐古正人     | 岩崎ひろし |
| ジャン・アームストロング     | アン・キューザック         | 山像かおり   |            |
| ポール・ルーカス             | クリント・ハワード         | 坂部文昭     |            |
| ニール・アームストロング     | トニー・ゴールドウィン     | 磯部勉       |            |
| ウォルター・カニンガム       | フレドリック・レーン       | 平尾仁       |            |
| アラン・シェパード           | テッド・レヴィン           | 大林隆之介   |            |
| スチュ・ルーサ               | ジョージ・ニューバーン     | 加納詞桂章   |            |
| ドン・エイゼル               | ジョン・メセ               | 清水明彦     |            |
| ラッセル・シュウェイカート   | キーラン・マローニー       | 押切英希     |            |
| ジョン・フーボルト           | リード・バーニー           | 長克巳       |            |
| フレッド・ヘイズ             | アダム・ボールドウィン     | 堀川仁       |            |
| エド・ミッチェル             | ゲイリー・コール           | 原康義       |            |
| アラン・ビーン               | デイヴ・フォーリー         | 堀内賢雄     |            |
| トム・ケリー                 | マット・クレイヴン         | 樋浦勉       |            |
| フェイ・スタッフォード       | ウェンディ・クルーソン     | 唐沢潤       |            |
| ピート・コンラッド           | ポール・マクレーン         | 土方優人     |            |
| ウォルター・シラー           | マーク・ハーモン           | 原康義       |            |
| トルーディー・クーパー       | サリー・フィールド         | 田畑ゆり     |            |
| ジョルジュ・メリエス         | チェッキー・カリョ         | 納谷六朗     |            |
| アル・ワーデン               | マイケル・レイナー         | 木下浩之     |            |
| ハル・ディーコン             | ジョン・M・ジャクソン      | 菅生隆之     |            |
| ジム・アーウィン             | ガレス・ウィリアムズ       | 長克巳       |            |
| マリリン・ラヴェル           | エリザベス・パーキンス     | 山崎美貴     |            |
| ブレット・ハッチンズ         | ジェイ・モーア             | てらそま昌紀 |            |
| トム・ドーラン               | アラン・ラック             | 入江崇史     |            |
| ジョー・シェイ               | ケヴィン・ポラック         | 外山誠二     |            |
| ギュンター・ウェント         | マックス・ライト           | 山野史人     |            |
| ハリソン・ストームズ         | ジェームズ・レブホーン     | 小林勝彦     |            |

## エピソード一覧
|        | 邦題                                          | 原題                      | 備考 |
| ------ | --------------------------------------------- | ------------------------- | --- |
| 第1話  | 挑戦への序曲 -マーキュリーからジェミニ計画へ- | Can We Do This?           | 「10年以内に月に人間を送る」というとてつもない難題を前に途方に暮れるNASA首脳部と、新たに選抜された野心的な宇宙飛行士たち。 |
| 第2話  | アポロ1号の悲劇                               | Apollo 1                  | アポロ1号で起きた訓練中の火災事故で苦悩する関係者達を描いている。火災シーンはシリーズ中で最も撮影に苦労したシーンであった。 |
| 第3話  | 試練を乗り越えて -アポロ7号-                  | We Have Cleared the Tower | 突撃レポーターの目を通して、NASAスタッフのアポロ再生に託す思いを描いている。打ち上げを影で支える発射台スタッフなどにも視点を当てている。                                                                                       |
| 第4話  | 激動の1968年 -アポロ8号-                      | 1968                      | 悲劇的事件の多かった1968年も、最後は「（アポロ8号の成功で）救われた」という内容。人類が初めて目にする「地球の出」は、シリーズ中屈指の名シーンである。                                                                          |
| 第5話  | 月着陸船スパイダー -技術者たちの挑戦-         | Spider                    | 月着陸船LMを作ったグラマン社の技術者達のプロジェクトX風ストーリー。オープニングに流れる曲はSF人形劇『宇宙船XL-5』のテーマソング。またBGMに映画『大脱走』のテーマが使われ、作中のセリフでも『大脱走』の内容について触れている。 |
| 第6話  | 人類の偉大な躍進 -アポロ11号月面着陸-         | Mare Tranquilitatis       | 「アームストロングとオルドリンの心の葛藤」という側面から描いた。原題の"Mare Tranquilitatis"は「静かの海」のこと。 |
| 第7話  | 友情の絆 -アポロ12号-                         | That's All There Is       | アラン・ビーンの視点から見た3人の飛行士の友情。コンラッドのユーモラスな性格がチームの結束を強くしている。 |
| 第8話  | アポロ13号 -ニュースキャスターの戦い-         | We Interrupt This Program | 映画『アポロ13』で取り上げなかった、アポロ13号事故発生時の、実況中継のニュースキャスターの苦労を描いている。 |
| 第9話  | 不屈のカムバック -A.シェパードとアポロ14号-   | For Miles and Miles       | メニエル病で一度はリタイアしかけた、アメリカ人最初の宇宙飛行士アラン・シェパードのカムバックストーリー。この時彼は47歳と、飛行士の中で最年長だった。                                                                           |
| 第10話 | ガリレオは正しかった -アポロ15号-             | Galileo was Right         | 月の原始核サンプル「ジェネシス・ロック」の発見に至るまでのエピソード。タイトルは真空中における自由落下の時間は質量に関係ないことを示すガリレオの実験を行ったことから。                                                         |
| 第11話 | 栄光の陰で -妻たちのアポロ計画-               | The Original Wives' Club  | アポロ16号の裏側で、普段あまり取り上げられない宇宙飛行士の妻たちに迫ったエピソード。 |
| 第12話 | 月世界旅行 -アポロ17号 最後のミッション-      | Le Voyage Dans La Lune    | 世界初のSF映画であるメリエスの『月世界旅行』を思い起こしながら、最後のアポロが月を離れる。トム・ハンクス自身がメリエスの助手役を演じている。                                                                                   |

## その他
- オープニングに用いられている宇宙服はアポロ17号の物である。
- 宇宙服は撮影用に制作された物だが、内部に熱がこもるので、本物の宇宙服と同様に冷却用のアンダーウェアとクーラーがついている。
- 製作総指揮のトム・ハンクスは自他ともに認める「宇宙オタク」である。映画アポロ13の際にロン・ハワードからの出演オファーを即決承諾したのは有名な話[要出典]。本シリーズ制作にあたっても、アポロを忠実に再現することにこだわっている。トム本人は「娯楽作品だけではなく、歴史的偉業を後世に残すための記録である」というポリシーで臨んでいる。また2001年宇宙の旅の大ファンであり、随所にそれを意識したシーンを盛り込んでいる。制作だけでなく脚本も担当した。
- トム・ハンクスはまたジョン・F・ケネディの信奉者でもあり、JFKを当時の記録映像の形で何度も登場させる一方、（ケネディをライバル視していた）リチャード・ニクソンは、アポロ計画当時の大統領でありながら、映像の形では一度も出てこない。
- 映画ライトスタッフとアポロ13には意識的に内容が重複しないように配慮している。そのため、（ライトスタッフでは準主役だった）ジョン・ハーシェル・グレンは一度も登場しない。アポロ13号の第8話もニュース報道の裏話の話に差し替えられている。だが唯一両映画に登場する室長のディーク・スレイトンはほぼ全話に登場する。
- 全話に登場するニュースキャスターのエメット・シーボーンは、HBOのテレビニュースのアンカーマンの役どころだが、HBOは1970年当時はまだ存在していないので架空の人物となっている（このシリーズでは珍しい、フィクションである）。モデルは、CBSテレビのウォルター・クロンカイトである。
- 飛行士達の月面歩行シーンは、ヘリウムを充填した観測用気球で背中から吊るす方法で再現されている。
- 司令船や着陸船のセットは、当時の設計図を元に、計器やスイッチなどの配置までほとんど同じに再現された。またミッションコントロール室も、スクリーンやモニター・椅子はもちろんのこと、灰皿やコーヒーカップ・マニュアルのファイルなどの小物にいたるまですべて当時と同じに再現されている。
- サリー・フィールドが第11話を監督し、自身もゴードン・クーパーの妻トゥルーディー役で出演している。第12話のナレーションはブライス・ダナー（NHK版では第2・11話でジャネット・アームストロング役を担当した山像かおり）。

## 日本での放送
アメリカではHBOにて1998年4月から5月にかけて初めて放映された。HBOは、テレビミニシリーズとしては破格の、総制作費6800万ドルを投じている。
- AXN - 日本での初回放送
- NHK - 二ヶ国語放送。「人類、月に立つ」と改題され日本語版が新規製作された。翻訳は『アポロ13』ソフト版の佐藤恵子、演出は『ライトスタッフ』TV版の福永莞爾、監修は的川泰宣による。
- BS-i - 二ヶ国語放送。レギュラー放送に加え、2006年大晦日から元旦にかけて全エピソードを一挙再放送。TV放送用に一部シーンがカットされていた。
- BSスター・チャンネル - 字幕放送/二ヶ国語放送。2009年7月から8月にかけて「月面着陸40周年スペシャル」として全エピソードを放送。また2018年に、映画『ドリーム』の同局での放送にあわせ「60年代の人々が見上げた宇宙」という特集にて再度放送[2]。

またポニーキャニオンからDVDボックスが発売されている。

## 受賞
本作は、1998年度のエミー賞とゴールデングローブ賞の両方で「作品賞 (ミニシリーズ部門)」に選ばれている。